# Veer Dev Gulia
Veer Dev Gulia (ur. 10 grudnia 1997) – indyjski zapaśnik walczący w stylu wolnym. Wicemistrz Wspólnoty Narodów w 2017. 
Wicemistrz Azji U-23 w 2019. Brązowy medalista MŚ juniorów w 2017 roku.